# منير البعلبكي
مُنِيِر عبد الحفيظ البعلبكي (1918 - 18 حزيران/يونيو 1999م) كان أديباً ومترجماً وناشراً لبنانياً وأحد أبرز المساهمين في حركة الترجمة والتأليف المعجمي في العالم العربي خلال القرن العشرين. أسس البعلبكي دار العلم للملايين، التي أصبحت من أهم دور النشر في العالم العربي. واكتسب شهرة واسعة بتأليفه قاموس المورد الإنجليزي-العربي، الذي عُرف باسم «شيخ القواميس»، كما لقب هو شخصيًا بـ «شيخ المترجمين العرب». قدم البعلبكي العديد من الترجمات المهمة للأدب العالمي، ومنها رواية "البؤساء". انتُخب عضواً في مجمع اللغة العربية عام 1993م. توفي البعلبكي في يونيو 1999 عن عمر يناهز 81 عاماً، بعد أن قضى العامين الأخيرين من حياته في غيبوبة.

## حياته
ولد منير البعلبكي في عام 1918م في بيروت لوالد امتهن الخياطة ترجع جذوره إلى مدينة بعلبك حيث هاجر أجداده منها لبيروت ولقبوا بها.
تلقى تعليمه الأولي في مدارس جمعية المقاصد، ثم انتقل إلى المدرسة الثانوية العامة (الإنترناشونال كوليج). التحق بالجامعة الأمريكية في بيروت وتخرج منها عام 1938 حاملاً بكالوريوس في الأدب العربي والتاريخ. أي أن تخصصه لم يكن في اللغة الإنجليزية وآدابها ولكن مع هذا برع في المجالين حيث عينته الجامعة أستاذاً لديها، ثم انتقل لبغداد للتدريس في كلية الملك فيصل ومن بعدها الكلية الوطنية العلمية في دمشق وأخيراً في كلية المقاصد الخيرية الإسلامية ببيروت.
تزوج البعلبكي من روحية حقاق وأنجب 3 أبناء: روحي، ورمزي وسحر.
ألف القاموس المورد في عام 1967م، وأسس دار العلم للملايين سنة 1945م مع صديقه بهيج عثمان بعدما ترك التدريس وتوجه لطباعة ونشر الكتب. وتقاعد منها عندما توفي صاحبه حيث ترك إدارتها لابنيه روحي وصبري وابن صاحبه طارف. كما وترجم منير العديد من الكتب الإنجليزية للعربية.
وبعد النجاح الكبير الذي حققه قاموس المورد، شرع في مشروع طموح آخر عام 1967—تأليف موسوعة المورد. واستغرق هذا العمل الضخم الذي يتألف من عشرة مجلدات ثلاثة عشر عامًا من البحث والكتابة والتدقيق الدقيق حتى اكتماله. تولى البعلبكي رئاسة تحرير "مجلة العلوم" بين عامي 1956 و1972، وساهم في تأسيس "مجلة الآداب" التي انتقلت لاحقاً إلى إدارة سهيل إدريس. شارك في تأليف سلسلة "المصور في التاريخ" للمراحل الإعدادية والثانوية مع زميليه شفيق جحا وبهيج عثمان.
دخل في حالة غيبوبة في خريف عام 1997م، وظل فيها أكثر من سنة ونصف إلى حين وفاته في يونيو عام 1999م.
قال عنه الأستاذ أحمد شفيق الخطيب يوم تأبينه:

## دار العلم
بعد هذه الخطوة أنشأ منير البعلبكي مع زميله بهيج عثمان دار العلم للملايين لطباعة الكتب وكان ذلك في عام 1945، وتعتبر لبنان مقراً للكثير من دور النشر والطباعة ومنها دار العلم والتي قدمت الكثير من المطبوعات والكتب والمنشورات والبرمجيات والأقراص التعليمية. إن شركة دار العلم للملايين شركة مساهمة يرأس مجلس إدارتها بالتناوب الشريكان المهندس طارف بهيج عثمان والدكتور روحي منير البعلبكي. حصل منير البعلبكي على الكثير من الجوائز منها على سبيل المثال جائزة سعيد عقل وجائزة مؤسسة الكويت للتقدم العلمي وأيضاً انتخب عضواً في مجمع اللغة العربية في القاهرة في عام 1982م.

## الأعمال
- قاموس المورد.
- موسوعة المورد.
- منهج التأليف المعجمي المعاصر كما يبدو في مرآة المعاجم الإنجليزية الحديثة.
- سلسلة المصور في التاريخ.

### الترجمات
| الترجمة العربية        | المؤلف          | تاريخ النشر | تاريخ نشر الترجمة | ملاحظة                      |
| قصة تجاربي مع الحقيقة  | مهاتما غاندي    | 1927        | 2007              |                             |
| الإسلام والعرب         | روم لاندو       |             |                   |                             |
| تاريخ الشعوب الإسلامية | كارل بروكلمان   |             |                   | بالاشتراك مع نبيه أمين فارس |
| دفاع عن الإسلام        | فاجليري         |             |                   |                             |
| حياة محمد ورسالته      | مولانا محمد علي |             |                   |                             |
| البؤساء                | فكتور هوغو      | 1862        | 1955              |                             |
| قصة مدينتين            | تشارلز ديكنز    | 1859        | 2013              |                             |
| كوخ العم توم           | هرييت ستاو      | 1851        | 1953              |                             |
| أوليفر تويست           | تشارلز ديكنز    | 1839        | 2007              |                             |
| أحدب نوتردام           | فكتور هوغو      | 1831        | 2007              |                             |
| المواطن توم بين        | هوارد فاست      | 1943        |                   |                             |
| جين إيير               | لتشارلوت برونتي | 1847        |                   |                             |
| وداعٌ للسلاح            | أرنست همنجواي   | 1929        | 2006              |                             |
| عبر النهر ونحو الأشجار | أرنست همنجواي   | 1950        | 2006              |                             |
| الشيخ والبحر           | أرنست همنجواي   | 1952        |                   |                             |
| ثلوج كليمانجارو        | أرنست همنجواي   |             |                   |                             |
| رواد الفكر الاشتراكي   | ج. د. هـ. كول   |             |                   |                             |
| كيف تفكر               | جبسون           |             |                   |                             |
| الأرض الطيبة           | بيرل بوك        |             |                   |                             |
| أرض المآسي             | إرسكين كالدويل  |             |                   |                             |
| بيت في المرتفعات       | إرسكين كالدويل  |             |                   |                             |
| أرض الله الصغيرة       | إرسكين كالدويل. |             |                   |                             |
| طريق التبغ             | إرسكين كالدويل. |             |                   |                             |
| شارع السردين المعلب    | جون شتاينبك     |             |                   |                             |
|                        |                 |             |                   |                             |

## الجوائز
- جائزة أصدقاء الكتب، لترجمته كتاب رواد الفكر الاشتراكي.
- جائزة سعيد عقل لأفضل مؤلف لبناني.
- جائزة مؤسسة الكويت للتقدم العلمي، لتأليفه موسوعة المورد.